# Богдана Хмельницького, 44
Садиба Шампаньєра — пам'ятка архітектури місцевого значення. Складається з головного будинку № 44 на червоній лінії вулиці Богдана Хмельницького і двох житлових флігелів № 44-Б і 44-В у глибині ділянки.
За визначенням дослідників, садиба — зразок цілісного архітектурного комплексу в ренесансно-барокових формах, характерних для творчості Андрія-Фердінанда Краусса. Комплекс зберіг структуру міської садиби кінця ХІХ сторіччя. Головна будівля — виразний прибутковий будинок, динамічний силует якого активно формує образ забудови вулиці.

## Історія

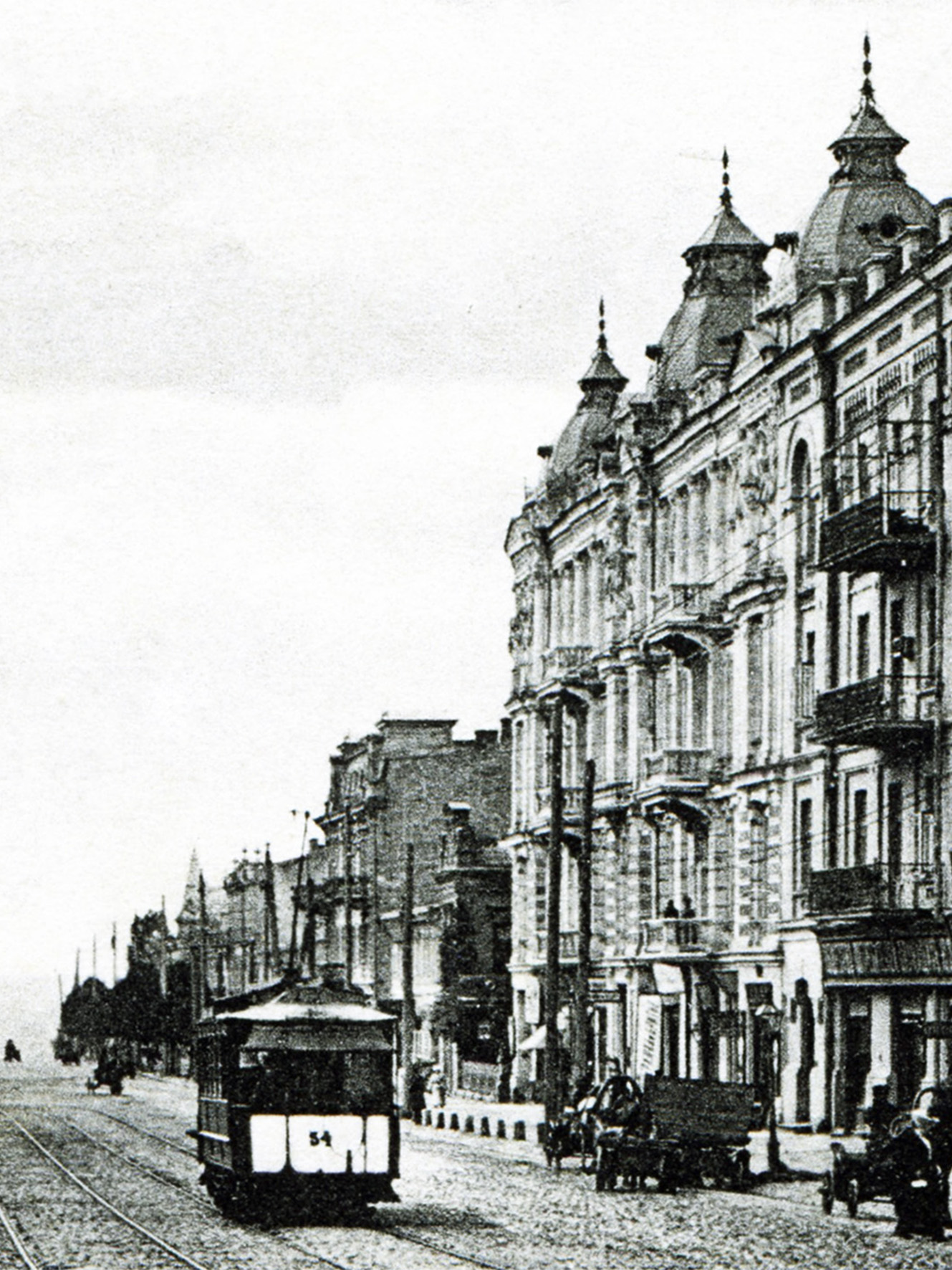
Будинок Шампаньєра, 1904 рік

Первісна забудова садиби була малоповерховою, дерев'яною. Тильна частина з великим садом виходила на схили Афанасівського яру. Належала Єфросинії Грудзинській. Близько 1897 року ділянку купив київський купець Мойсей Нусович Шампаньєр. На його замовлення у 1897—1898 роках тут звели три споруди за проєктом архітектора Андрія-Фердінанда Краусса.
1899 року садиба стала власністю князя Євгенія Трубецького — громадського діяча, професора кафедри енциклопедії, історії та філософії права юридичного факультету Київського університету.
Будинки використовувались як прибуткові з крамницями й комфортабельними житловими квартирами.
На початку XX століття третій і четвертий поверхи головного будинку (№ 44) займала Жіноча гімназія з пансіоном Катерини Крюгер. Її батько Августин Федорович Крюгер, відомий київський нотаріус, німець за походженням, мав тісні ділові стосунки з власником садиби Трубецьким.
У 1910-х роках у гімназії викладав педагогіку Василь Зеньківський (1881—1962) — філософ, психолог, професор Київського університету, згодом міністр сповідань Української Держави (1918). Закон Божий читав Петро Тарнавський (1873—1938) — священник, згодом єпископ Української автокефальної православної церкви.
Станом на 2020 рік, у будинку міститься Господарський суд міста Києва.

## Архітектура

### Головний будинок (№44)

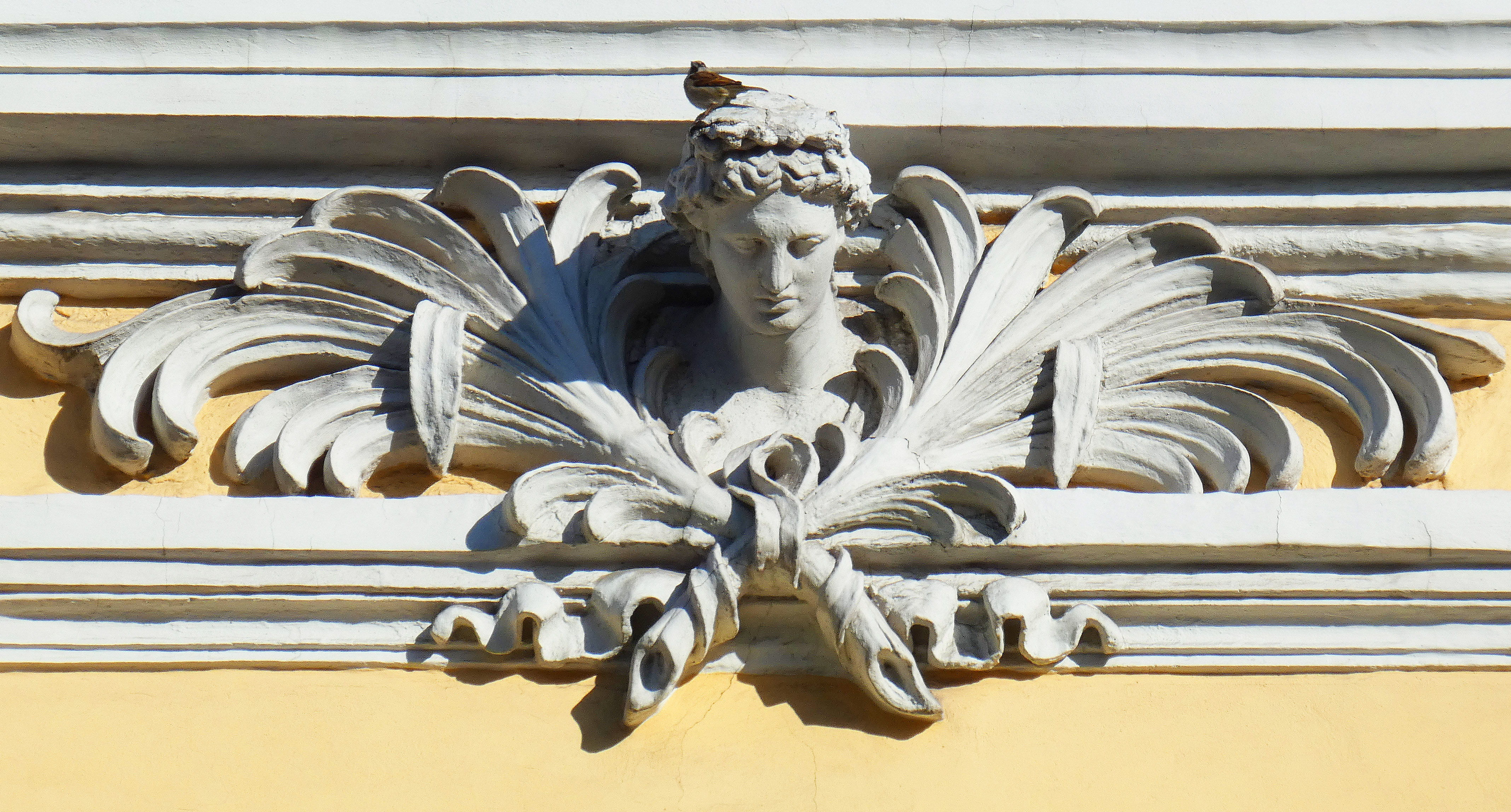
Маскарон

Чотириповерхова, мурована, прямокутна у плані будівля має підвал, двосхилий дах, бляшану покрівлю, двомаршові парадні та чорні сходи.
Тильний фасад виділений ризалітом. Планування коридорного типу.
Планування коридорного типу.
Чоловий фасад оформлений у ренесансному стилі. Центральну і бічні осі фасаду розкріповано. Розкріповки фланковано лізенами на другому, пілястрами на третьому, тричвертєвими колонами на четвертому, поверхах й увінчано трикутними фронтонами. На даху — римські бані з ліхтариками і шпилями.
Фасад розділений міжповерховим карнизними гуртами. Увінчується профільованим карнизом з орнаментальним фризом.
Віконні прорізи другого і третього поверхів розмежовані лізенами у простінках і прикрашені лиштвами. На верхньому поверсі вікна з півциркульними перемичками і замковими каменями обрамлені архівольтами й відокремлені тричвертєвими колонами.
У лівій розкріповці розташований прямокутний отвір проїзду. Головний вхід — на центральній осі. Стіна першого поверху прорізана широкими вітринами.
Розкріповки на верхньому поверсі оздоблені декором і скульптурою, які створюють насичену пластику фасаду.
Інтер'єри, стелі прикрашені ліпленими карнизами, гуртами, розетками.

Каріатиди
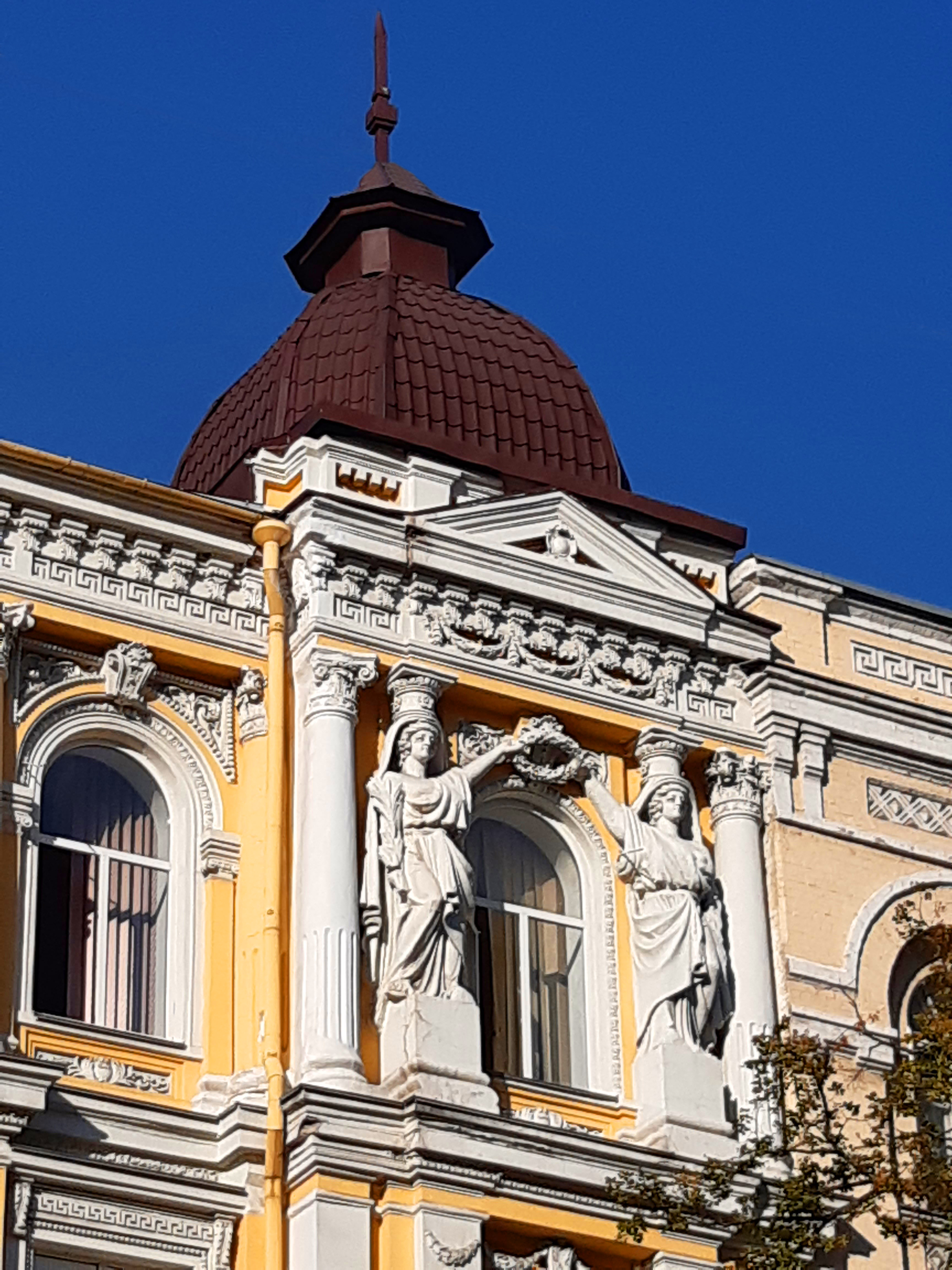
міні
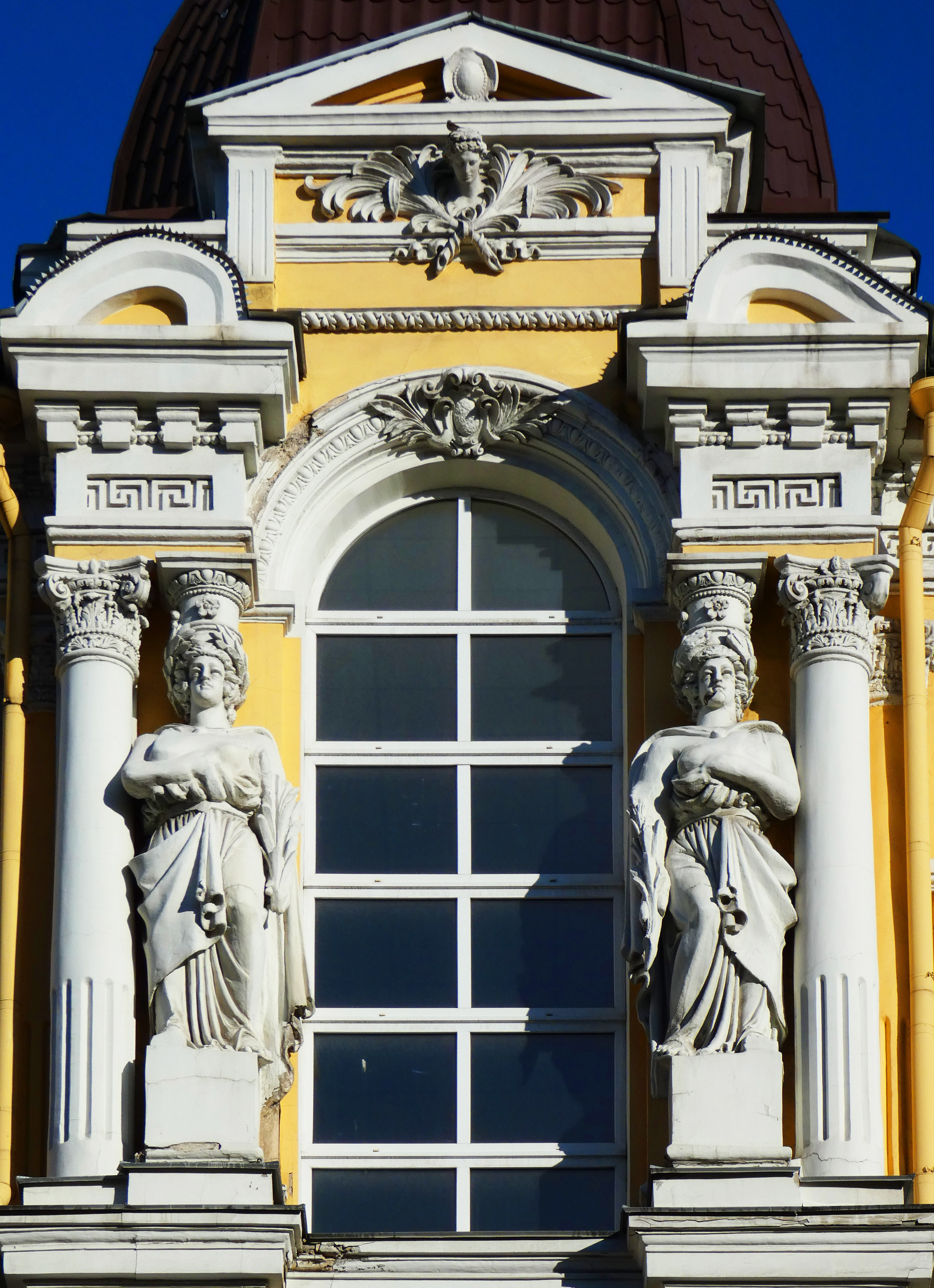
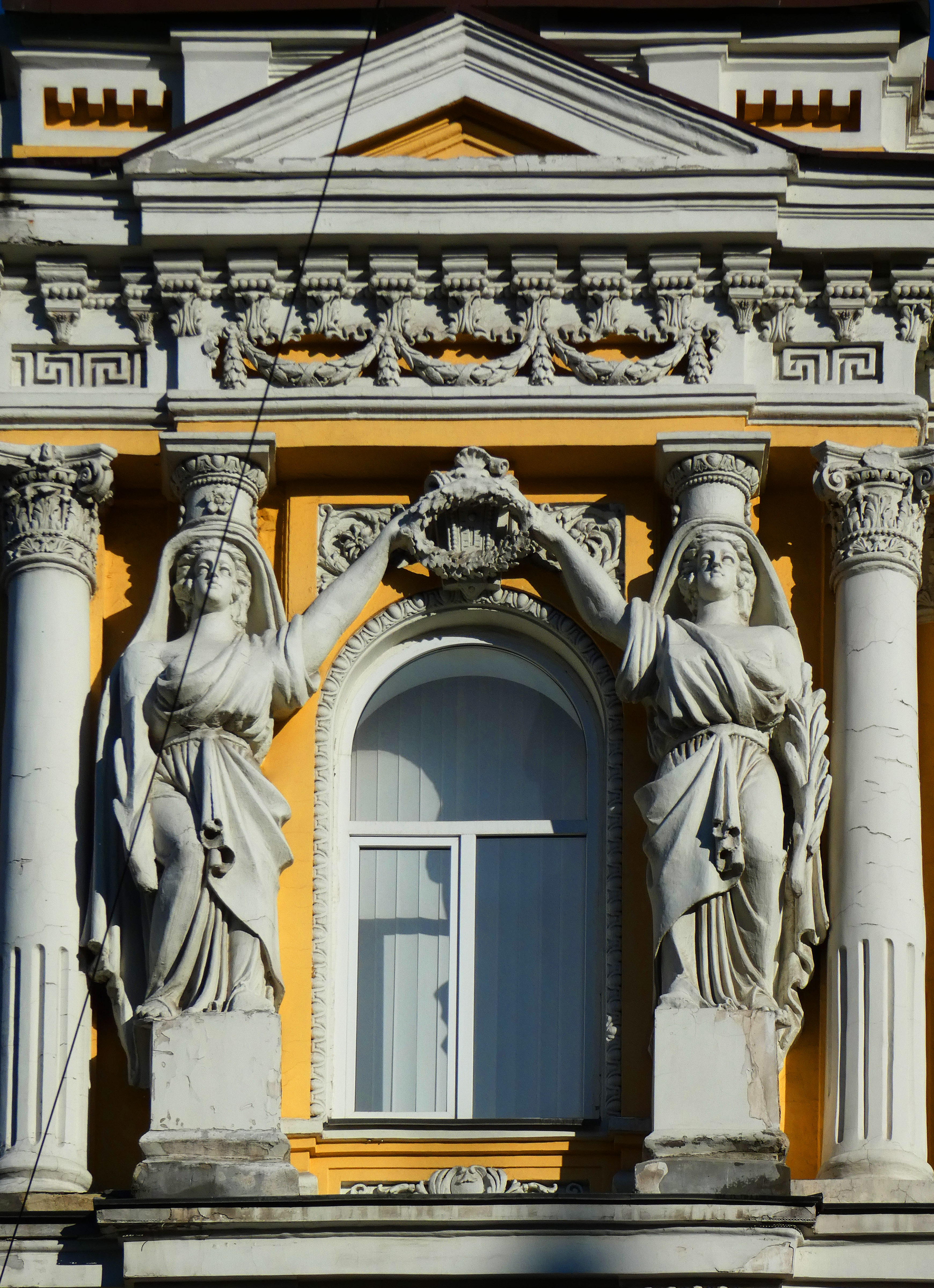

### Флігель (№44-Б)

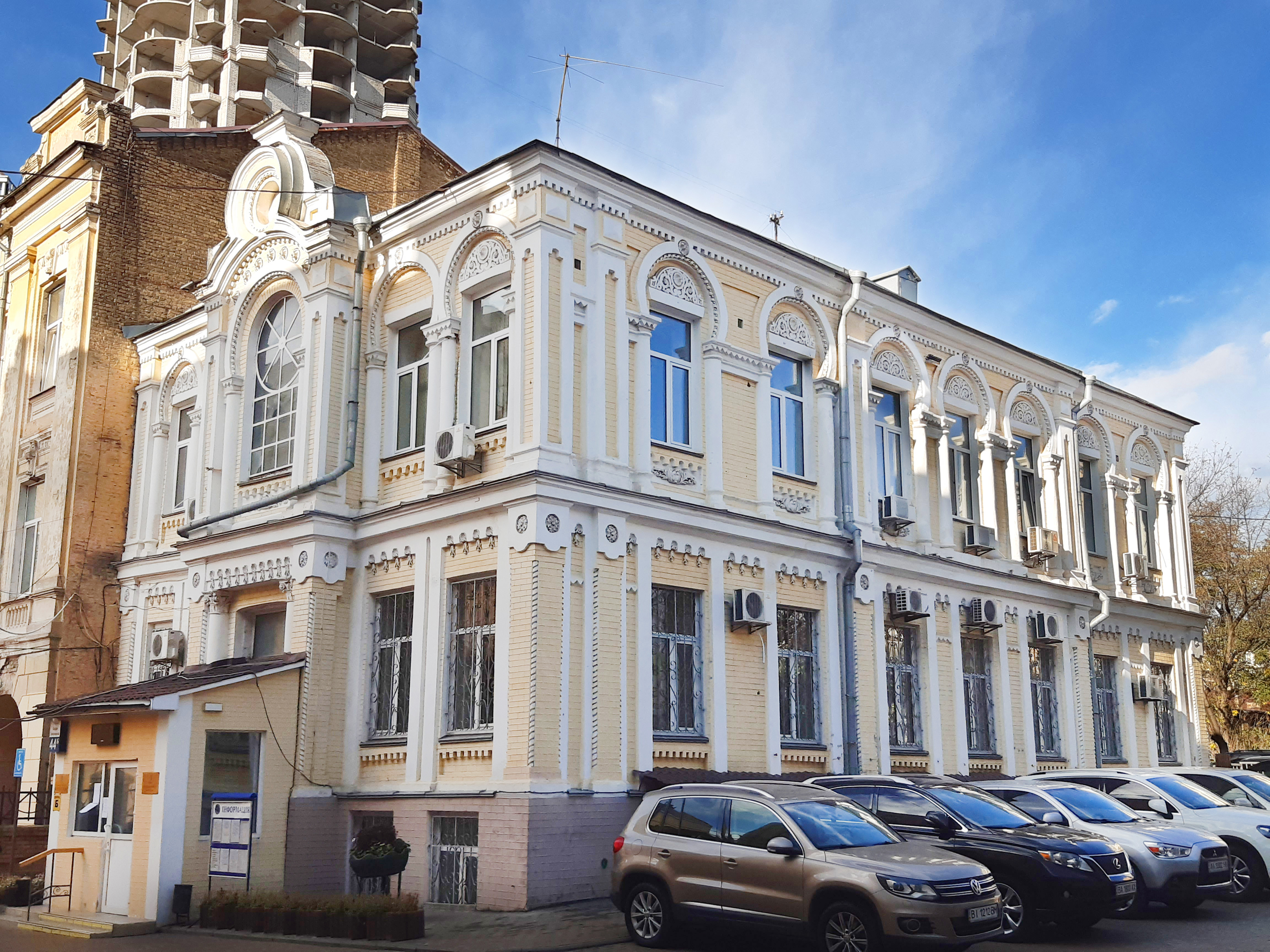
Флігель (№ 44-Б)

Флігель розташований на межі із садибою № 46.
Мурована, пофарбована споруда має два поверхи, напівпідвал, двомаршові сходи. Планування коридорного типу.
Центральну вісь композиції виділено розкріповкою з лучковим завершенням. Її увінчує фігурний аттик із круглим горищним вікном і нижня частина незбереженого вінцевого шпиля.
У розкріповці — отвір прямокутного входу та віконний проріз сходової клітки. Вікно має підковоподібну аркову перемичку. Її фланкують тричвертєві колони. Над ним — широкий архівольт, поле якого прикрашено розетками.
наріжжя будинку прикрашений лізенами. Міжвіконня оформлено гуртами. Профільований карниз доповнений смугою зубчикового орнаменту. Прямокутні вікна другого поверху фланковано тричвертєвими колонами. У полі підковоподібних архівольтів вміщено рослинний орнамент.

### Флігель (№44-В)

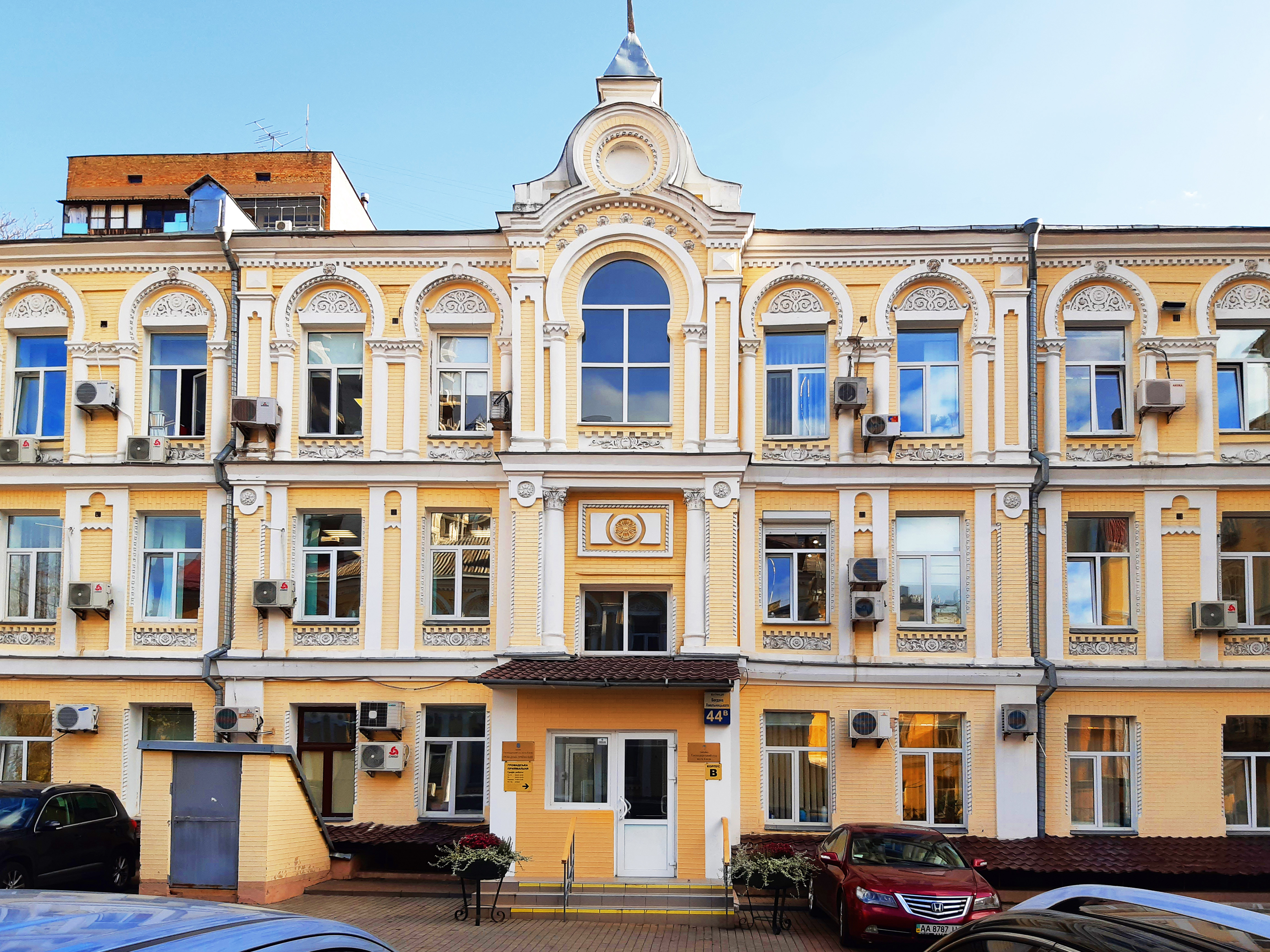
Флігель (№ 44-В)

Триповерхова із напівпідвалом, мурована, тинькована, прямокутна у плані, односекційна будівля має двосхилий дах і бляшану покрівлю.
Композиція фасаду симетрична. Центральну вісь флігеля акцентує розкріповка, яку увінчує фігурний фронтон із круглим вікном та вежкою.
Вікно сходової клітки, яке прорізає розкріповку, завершується підковоподібною арковою перемичкою.
Над прямокутним отвором входу — вікно, фланковане тричвертєвими колонами. Над ним — фільонка з орнаментом.
Між прямокутними вікнами першого та другого поверхів — лізени. Підвіконня на другому поверсі оздоблені фільонками з рослинним орнаментом. Обабіч вікон третього поверху з підковоподібними перемичками — тричвертні колони.
Флігелі — складові елементи типової київської садиби.